# Reijo Taipale
Reijo Taipale (Miehikkälä, 9 de marzo de 1940-Helsinki, 26 de abril de 2019) fue un cantante de baladas y de tangos finés. 

## Biografía
Comenzó a trabajar como camionero, y por accidente fue descubierta su calidad como cantante. La obra Satumaa, compuesta por Unto Mononen, le catapultó a la fama en 1962. En 2006 fue catalogada como la segunda mejor canción popular finesa de todos los tiempos; algunos la consideran el tango finés más característico.
Falleció el 26 de abril de 2019 a los 79 años de edad.

## Discografía
- 1966: Reijo
- 1968: Reijo Taipale
- 1970: Ethän minua unhoita
- 1971: Unto Monosen muistolle (con Eija Merilä y Esko Rahkonen)
- 1973: Kahden kanssasi
- 1975: Amado mio
- 1975: Reijon taipaleelta
- 1976: Juhlakonsertti
- 1976: Muistoja ja tunteita
- 1977: Angelique
- 1978: Juhlavalssit
- 1979: Unohtumaton ilta
- 1980: Kaipaan sua
- 1981: Olen saanut elää
- 1982: Elämän parketeilla
- 1984: 25 vuotta taipaleella
- 1986: Ruusu joka vuodesta
- 1987: Rakkauskirje
- 1987: Kotiseutuni − Muistojen Miehikkälä (con Kalevi Korpi y Erkki Pärtty)
- 1989: Virran rannalla
- 1990: Tulisuudelma
- 1990: Elämän tanssit
- 1991: Olit täysikuu
- 1992: Taas kutsuu Karjala
- 1992: Toivo Kärjen kauneimmat tangot
- 1992: Kulkukoirat (con Topi Sorsakoski)
- 1993: Soita kitara kaipaustani
- 1993: Onnen maa
- 1994: Unta näin taas
- 1995: Natalie
- 1996: Jaksaa vanhakin tanssia
- 1998: Jäi yöstä muisto vain
- 2001: Elämän virta
- 2003: Ihan kuin nuo toiset
- 2006: Sateen hiljainen ääni
- 2008: Muistojen polku
- 2010: Taipaleen tie
- 2014: Valon lapsi